# Leocricia
Leocricia o Lucrecia (Córdoba, siglo IX - 15 de marzo de 859) fue una mujer musulmana, convertida al cristianismo por Eulogio de Córdoba. Murió mártir por no querer renunciar a su fe cristiana durante el emirato de Muhammad I. Venerada como santa, es una de los Mártires de Córdoba. La Iglesia católica conmemora la celebración de su santoral el 15 de marzo.

## Biografía
Mujer musulmana de familia noble, había sido educada por una sirvienta cristiana, siendo bautizada en secreto. La apostasía en el Islam estaba condenada con la pena de muerte. En 858 pidió al presbítero Eulogio de Córdoba que la protegiera de sus parientes, que no aceptaron su conversión al haberse enterado. El nuevo emir de Córdoba Muhammad I había endurecido entonces las medidas contra los cristianos de Córdoba, hasta entonces tolerados siempre que no hicieran pública su fe ni hicieran proselitismo.
Eulogio ocultó a Leocricia en casa de unos cristianos conocidos, pero fueron descubiertos y detenidos todos. Eulogio fue juzgado por el emir, ante el que hizo una defensa del cristianismo. Condenado a muerte, Eulogio fue decapitado el día 11 de marzo de 859, y Leocricia, el 15 de marzo. Su cuerpo fue arrojado al Guadalquivir, pero los cristianos lo recuperaron.

## Veneración
Los restos de Leocricia fueron enterradas en la iglesia de San Ginés de Córdoba. En 883, Alfonso III de Asturias obtuvo del emir las reliquias de ambos y las llevó a la Catedral de San Salvador de Oviedo, depositándolas en la Capilla de Santa Leocadia. En 1303 se trasladaron a la Cámara Santa de la catedral.